# Татами
Тата́ми (яп. 畳, дословно «складывание; то, что складывается») — маты, которыми в Японии застилают полы домов (традиционного типа). Плетутся из тростника игуса и набиваются рисовой соломой, хотя в последнее время для набивки используется и синтетическая вата. Длинные края татами обшиваются тканью.
Существуют правила, регламентирующие количество и расположение татами на полу. Обычно татами раскладывают так, чтобы четыре угла не сходились в одной точке. Такое расположение называется благоприятным. Во время похорон или траура татами размещают наоборот — правильной решёткой, чтобы углы сходились. Неправильное расположение, как убеждены японцы, приносит в дом несчастье.
Татами имеют строго определённые площадь и форму. В Японии площадь комнат традиционно измеряется в татами (яп. -畳 -дзё:), что учитывается при постройке дома. Размер татами в западной Японии (Кансай) — 95,5×191 см (6 сяку 3 сун × 3 сяку 1 сун 5 бу). В высоту мат имеет 5 см. Иногда встречаются татами в половину традиционной площади — 90×90 см (рюкюдатами). Татами, сделанные в Токио и восточной части Японии, чуть у́же обычных — 88×176 см.
В большинстве современных японских домов, даже европейского типа, бывает хотя бы одна комната с татами (васицу).
В России и на Западе татами используются в школах восточных единоборств в качестве спортивных матов. По сравнению с обычными матами татами более жёсткие.